# Долни-Пасарел
Долни-Пасарел (болг. Долни Пасарел) — село в Болгарии. Находится в Городской области Софии, входит в общину Столична. Население составляет 1 272 человека.

## Политическая ситуация
В местном кметстве Долни-Пасарел, в состав которого входит Долни-Пасарел, должность кмета (старосты) исполняет Светослав Иванов Антов (независимый) по результатам выборов.
Кмет (мэр) общины Столична — Бойко Методиев Борисов (Граждане за европейское развитие Болгарии (ГЕРБ)) по результатам выборов.

## Люди, связанные с селом
20 декабря 1943 года в окрестностях села погиб болгарский лётчик Димитр Списаревский совершивший воздушный таран.